# Błażej Korczyński
Błażej Korczyński (ur. 7 sierpnia 1978 w Katowicach) – polski futsalista (zawodnik z pola), reprezentant kraju (uczestnik Mistrzostw Europy 2001), a następnie trener futsalowy (w latach 2015–2017 asystent selekcjonera kadry seniorskiej, a od 25 października 2017 selekcjoner kadry seniorskiej).

## Kariera zawodnicza
Występował w zespołach futsalowych: Telsport Katowice, Jango Gliwice, Clearex Chorzów, Baustal Kraków, Inpuls Siemianowice Śląskie, P.A. Nova Gliwice, FC Nova Katowice i Wisła Krakbet Kraków, a także w piłkarskim KS Twardawa. Pięciokrotnie zdobywał tytuł Mistrza Polski – dwa razy z P.A. Nova Gliwice, a po jednym razie z Clearexem Chorzów, Baustalem Kraków i Wisłą Krakbet Kraków (jako grający trener). Król strzelców ekstraklasy. Zdobywał także Puchar i Superpuchar Polski. Brał udział w rozgrywkach Pucharu UEFA. 15 kwietnia 2014 w meczu z AZS UG Gdańsk strzelił swojego 300. gola w ekstraklasie. Od początku sezonu 2014/2015 jest zawodnikiem AZS UŚ Katowice. 28 lutego 2015 pobił rekord Krzysztofa Filipczaka w liczbie bramek zdobytych w ekstraklasie; w wygranym 8:1 meczu z Clearexem Chorzów strzelił swojego 309. i 310. gola.
W reprezentacji Polski wystąpił w ponad 60 oficjalnych spotkaniach międzypaństwowych, uczestnicząc z nią m.in. w Mistrzostwach Europy 2001.

## Kariera trenerska
Pod koniec kariery zawodniczej, łączył grę na boisku z funkcją trenerską – początkowo grającego asystenta (w FC Nova Katowice), a następnie grającego szkoleniowca: w Wiśle Krakbet Kraków (2010–2014) i AZS UŚ Katowice (od 2015). W latach 2015–2017 był asystentem selekcjonera Andrzeja Biangi w kadrze seniorskiej, a 25 października 2017 został pierwszym trenerem reprezentacji, z którą na przełomie stycznia i lutego 2018 wziął udział w turnieju finałowym Mistrzostw Europy. Wziął z nią również udział w kolejnych Mistrzostwach Europy w futsalu 2022. W połowie 2024 roku stał się najdłużej prowadzącym reprezentację Polski w futsalu mężczyzn selekcjonerem.